# Grand Prix moto d'Australie 2018
Le Grand Prix moto d'Australie 2018 est la 17e manche du championnat du monde de vitesse moto 2018. 
Cette 30e édition du Grand Prix moto d'Australie se déroule du 26 au 28 octobre sur le circuit de Phillip Island.